# بوه يي فينغ
بوه يي فينغ (15 نوفمبر 1986 - ) هو لاعب كرة قدم صيني في مركز الوسط. شارك مع منتخب سنغافورة لكرة القدم. أما مع النوادي، فقد لعب مع باليستيير خالسا ونادي واريورز.

## وصلات خارجية
- بوه يي فينغ على موقع قاعدة بيانات كرة القدم.إي يو (الإنجليزية)
- بوه يي فينغ على موقع ناشيونال فوتبول تيمز (الإنجليزية)